# Koń mechaniczny

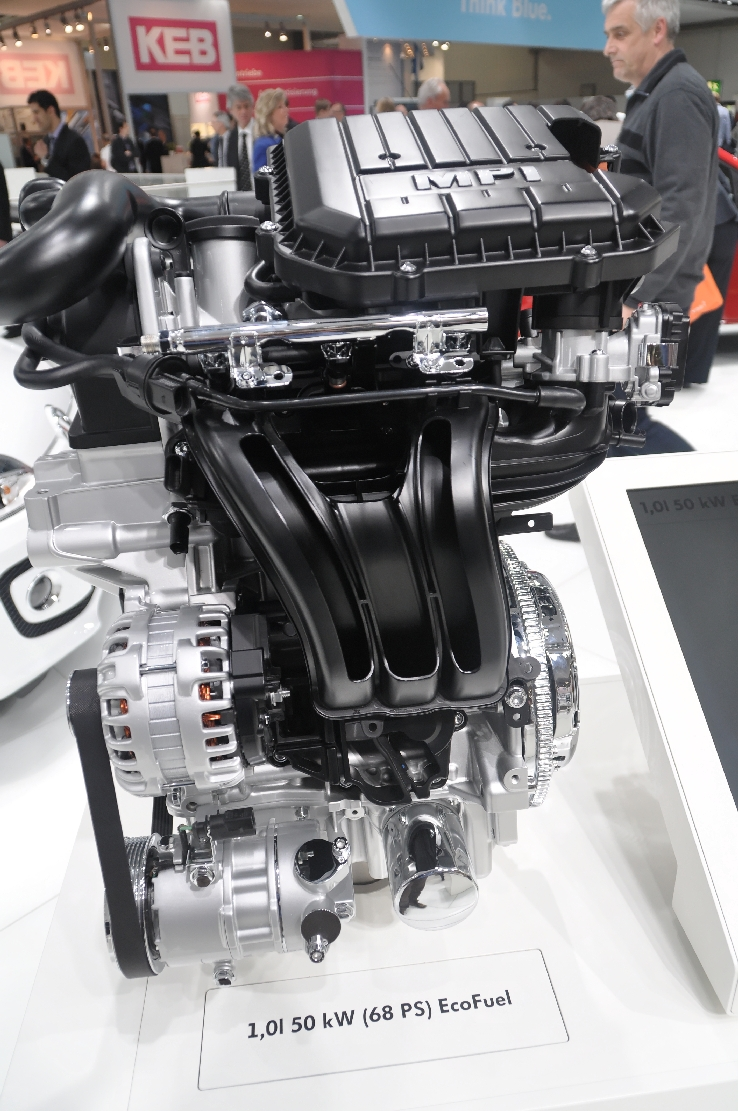
Silnik o mocy 68 koni mechanicznych

Koń mechaniczny (KM) – jednostka mocy w układzie MKS, spoza układu SI.
1 KM = 75 kgfm/s = 735,49875 W = 0,9863 HP
Jednostka utworzona w XIX w. w Niemczech na wzór konia parowego (HP) stosowanego w krajach anglosaskich dla porównywania mocy maszyn parowych z koniem. Silnik parowy o mocy 3 KM może oddać w przybliżeniu taką moc co 1 pracujący koń. Przelicznik 3:1 bierze się stąd, że silnikiem o mocy 3 KM można było zastąpić trzy konie pracujące dziennie po jednej, ośmiogodzinnej zmianie każdy, czyli trzy konie na jedną dobę ciągłej pracy. Zdefiniowanie w ten sposób mocy silnika miało ułatwić kalkulacje inwestorom chcącym zastąpić konie maszyną parową.. Tak więc moc 3 KM jest mocą brutto oddawaną przez 1 konia z pominięciem strat. Stosowany bywa też niemiecki skrót PS (Pferdestärke).
Po wprowadzeniu układu SI jednostkę KM zastąpiono watem. Mimo to wciąż jest używana do określenia mocy silników spalinowych. Gdy moc podawana jest w obydwu jednostkach, to drugą wartość umieszcza się w nawiasach.
Można spotkać też oznaczenie bhp (lub BHP), jest to Brake Horse Power – moc silnika nieuwzględniająca strat mocy wynikających z przeniesienia napędu, uzyskana na hamowni. Wyróżnia się także whp (lub WHP), Wheel Horse Power - efektywna moc przenoszona na koła; wartość ta zwykle jest niższa od nominalnej mocy silnika, ponieważ uwzględnia opory stwarzane przez dalsze przekładnie (np. skrzynię biegów), układ napędowy.
Potocznie przez konie mechaniczne rozumie się brytyjskie konie parowe (HP), co może prowadzić do różnic w obliczeniu mocy (obie jednostki tłumaczy się jako horsepower po angielsku, ewentualnie odróżnia się je: HP(I) - koń parowy, od Imperial i HP(M) - koń mechaniczny, od Metric).
Dawniej spotykana była też jednostka ihp (z ang. indicated horse power) oznaczająca teoretyczną moc silnika parowego wynikającą z ciśnienia w cylindrach, nieuwzględniającą oporów ruchu samego silnika i dalszych przekładni.